# 普卡希爾卡山 (阿基亞區)
9°53′30″S 77°09′46″W / 9.89167°S 77.16278°W
普卡希爾卡山（Puka Hirka），是秘魯的山峰，位於該國北部安卡什大區，由博洛涅西省的阿基亞區負責管轄，屬於布蘭卡山脈的一部分，海拔高度4,800米。